# 臺北市私立再興高級中學
臺北市私立再興高級中學（英語：Taipei Private Tsai Hsing Senior High School），簡稱再興中學（THSH），是一所位於臺北市的私立學校，設有高中部與國中部。另有同系統學校再興小學與幼兒園。

## 簡介
1949年12月，朱秀榮隨中華民國政府來臺創辦再興幼稚園，校址在臺北市和平東路一段178號。1953年，成立小學部臺北市私立再興小學。1962年，增設初中部。1967年，遷校於臺北市木柵馬明潭地區（今文山區內），占地15,000餘坪。1970年，再設高中部臺北市私立再興高級中學。1975年10月1日，因應建國南路高架橋的建設計畫，部分校地由政府徵收，因此將幼稚園和平東路校區結束，遷至木柵校區。之後小學部也陸續由高年級開始遷移。1985年，自幼稚園、小學、國中至高中全部遷入現址。幼稚園屬中學部（國高中）附設，但小學部仍維持獨立行政系統。

## 歷任校長
| 任別 | 任期                   | 姓名   |
| ---- | ---------------------- | ------ |
| 1    | 1962年8月 － 1995年7月 | 朱秀榮 |
| 2    | 1995年8月 － 1998年7月 | 葉勝夫 |
| 3    | 1998年8月 － 2005年7月 | 楊明發 |
| 4    | 2005年8月 － 2009年7月 | 葉勝夫 |
| 5    | 2009年8月 － 2013年7月 | 朱正宇 |
| 6    | 2013年8月 － 現任      | 柯文柔 |

## 籃球隊
在HBL比賽的歷年成績：
| 學年度 | 77學年度 | 78學年度 | 79學年度 | 80學年度 | 81學年度 | 82學年度 | 83學年度 | 84學年度 | 85學年度 | 86學年度 | 87學年度 | 88學年度 | 89學年度 | 90學年度 | 91學年度 | 92學年度 | 93學年度 |
| ------ | -------- | -------- | -------- | -------- | -------- | -------- | -------- | -------- | -------- | -------- | -------- | -------- | -------- | -------- | -------- | -------- | -------- |
| 名次   | —        | —        | 第五名   | —        | —        | 第一名   | 第六名   | 第二名   | 第三名   | 第一名   | 第四名   | 第三名   | 第二名   | 第一名   | 第一名   | 第六名   | 第一名   |

## 爭議事件
2023年9月6日，再興學校董事長張光正與小學部校長楊珩等9人，被控掏空該校新台幣4000萬元經費，台北地檢署獲報後，帶隊搜證搜查，7人以不等金額交保，2人請回。全案將朝公益侵占罪、洗錢等方向偵辦。

## 外部連結
- 【親子天下】再興中學 私校老大哥為生存轉型 （页面存档备份，存于）
- 【封面故事】第一家庭到馬幫 權貴都愛「再興幫」
- 再興小學董事長涉侵占校款逾4千萬-北市教育局︰若違法將開罰 （页面存档备份，存于）
- 再興小學行政單位聲明書 （页面存档备份，存于）

- 私立再興學校網站 （页面存档备份，存于）